# 三河カイル
三河 カイル（みかわ カイル）は、日本の男性ファッションモデル。千葉県出身。デザイムモデルエージェンシー所属。

## 人物
成蹊大学法学部卒業。日本人の父とカナダ・エジプトの二重国籍の母の間に生まれる。出生地はメキシコ。日・英・仏の3か国語を操り、モデルのみでなく、軽妙なキャラクターでMCや役者などもこなす。
特技はゴルフで、アマチュアの大会などにも出場している本格派。ヤマハゴルフのクラブ、inpresのCMにも起用されている。趣味はラーメンの食べ歩き。都内の有名サロンblocのモデルも務める。

## 主な出演歴

### TV
- MTV - ニュースキャスター
- NHK BS1「TOKYO EYE」

### CM
- ヤマハゴルフ inpres
- スニッカーズ

### PV
- High Speed Boyz 2ndシングル　“LONELEY NIGHT”（スニッカーズ協賛・MTVブランデッドビデオ）

### 映画
- 天使の恋（寒竹ゆり監督）

### 雑誌
- FINEBOYS
- MEN'S NON-NO
- COOL TRANS
- STREET JACK
- WOOFIN
- SPY MASTER
- GET ON！
- BLOW
- BIG JAM
- BIDAN
- CHOKI×CHOKI

### 広告
- NTTdocomo
- 日本ポラロイド
- YUKIKO KIMIJIMA
- GOUK
- PHERROWS
- ROLAND

### ショー
- SHOW OF UNDER東京コレクション
- マリスミゼルライブファッションショー